# Capitán Bado
Capitán Bado – miasto w departamencie Amambay, w Paragwaju. Według danych na rok 2020 miasto zamieszkiwało 19 035 osób, a gęstość zaludnienia wyniosła 6,8 os./km².

## Demografia
Ludność historyczna:
| Rok                         | 2000   | 2005   | 2010   | 2015   | 2020   |
| --------------------------- | ------ | ------ | ------ | ------ | ------ |
| Ludność                     | 16 665 | 17 520 | 18 205 | 18 712 | 19 035 |
| Gęstość zaludnienia os./km² | 6      | 6,3    | 6,5    | 6,7    | 6,8    |

Ludność według grup wiekowych na rok 2020:
| Wiek                                | 0–9 lat | 10–19 lat | 20–29 lat | 30–39 lat | 40–49 lat | 50–59 lat | 60–69 lat | 70–79 lat | 80+ lat |
| ----------------------------------- | ------- | --------- | --------- | --------- | --------- | --------- | --------- | --------- | ------- |
| Liczba osób w danej grupie wiekowej | 3921    | 3760      | 3383      | 2843      | 1968      | 1467      | 993       | 479       | 221     |

Struktura płci na rok 2020:
| Płeć                         | Mężczyźni | Kobiety |
| ---------------------------- | --------- | ------- |
| Liczba osób w danej płci     | 9487      | 9549    |
| Liczba osób w danej płci w % | 49,8      | 50,2    |

## Klimat
Klimat jest umiarkowany. Średnia temperatura powietrza wynosi 22°C. Najcieplejszym miesiącem jest listopad (26°C), a najzimniejszym miesiącem jest lipiec (17°C). Średnie opady wynoszą 2,001 milimetrów rocznie. Najbardziej wilgotnym miesiącem jest kwiecień (266 milimetrów deszczu), a najbardziej suchym miesiącem jest sierpień - 13 milimetrów. 